# Castiraga Vidardo
Castiraga Vidardo é uma comuna italiana da região da Lombardia, província de Lodi, com cerca de 2.200 habitantes. Estende-se por uma área de 5 km², tendo uma densidade populacional de 327 hab/km².
Faz fronteira com Salerano sul Lambro, Borgo San Giovanni, Caselle Lurani, Marudo, Sant'Angelo Lodigiano.

## História
O nome desta cidade vem dos dois bairros principais do território: Catiraga (Latim: Castrum regis, Castelo do rei) & Vidardo (Latim: Vicodardum, Vila das lanças)
A cidade foi junta, em 1869, àquela de Marudo. Só em 1902 se dividiu novamente, pegando o nome dos dois bairros principais. O Palácio Municipal acha-se no bairro Vidardo.
O território pertenceu ao Bispo de Lodi, que no século XII deu-o aos Senhores Vistarini de Salerano. No fim do século XVIII virou propriedade dos Talenti Fiorenza e depois da Marquesa Luigia Castelli.

## Demografia
| Variação demográfica do município entre 1861 e 2011                               |
|                                                                                   |
| Fonte: Istituto Nazionale di Statistica (ISTAT) - Elaboração gráfica da Wikipedia |

## Cultura
- As igrejas paroquias são de 1720 (Vidardo) e do século XI (Castiraga).
- Viale Roma (Avenida Roma) é um dos símbolos da cidade.

## Economia
Apesar de que na cidade haja algumas pequenas industrias artesanais, e que nos anos '60-'70 tenha havido uma sé da Philips, a economia baseia-se principalmente na agricultura, sobretudo de milho.